# Janusion diminuta
Janusion diminuta is een ringworm uit de familie van de Piscicolidae. De wetenschappelijke naam van de soort is voor het eerst geldig gepubliceerd in 1977 door Burreson.